# Кубок Европы по чекерсу 2016
4-й Кубок Европы по чекерсу — соревнование по чекерсу (английским шашкам), которое проводились в 2016 году в 8 этапов — открытых чемпионатов стран.

## Регламент
6 лучших участников каждого этапа получают очки согласно занятому месту.
| Место | 1  | 2  | 3  | 4  | 5  | 6  |
| ----- | -- | -- | -- | -- | -- | -- |
| Очки  | 22 | 18 | 15 | 13 | 12 | 11 |

В зачёт Кубка Европы идут только три лучших результата, показанных на всех этапах. Спортсмен, набравший лучшую сумму очков, провозглашается победителем Кубка Европы по чекерсу.

## Итоговое положение
| Место | Спортсмен         | Страна            | Очки          |
| ----- | ----------------- | ----------------- | ------------- |
| 1     | Шэйн Маккоскер    | Северная Ирландия | 66 (22+22+22) |
| 2     | Дональд Олифант   | Шотландия         | 46 (13+22+11) |
| 3     | Фрэнк Моран       | Ирландия          | 38 (12+13+13) |
| 4     | Игорь Мартынов    | Германия          | 37 (22+15)    |
| 5     | Майлс Хэннигэн    | Северная Ирландия | 36 (18+18)    |
| 6     | Фрэнсис Макнелли  | Ирландия          | 27 (15+12)    |
| 7     | Том Ки            | Ирландия          | 23 (12+11)    |
| 8     | Микеле Боргетти   | Италия            | 22            |
| 9     | Надежда Чижевская | Украина           | 22            |
| 10    | Михаил Шабшай     | Израиль           | 22            |

## Этапы
| Номер | Дата           | Название                                         | Формат | Призёры |
| ----- | -------------- | ------------------------------------------------ | ------ | --- |
| 1     | 18-22 апреля   | Открытый чемпионат Англии                        | 3-move | 1. Шэйн Маккоскер Северная Ирландия · 2. Джон Джоллиф Англия · 3. Фрэнсис Макнелли Ирландия · 4. Фрэнк Моран Ирландия · 5. Том Ки Ирландия · 6. Колин Янг Шотландия                |
| 2     | 13-15 мая      | Открытый чемпионат Италии                        | 3-move | 1. Микеле Боргетти Италия · 2. Маттео Бернини Италия · 3. Сержио Скарпетта Италия · 4. Мирко Манчини Италия · 5. Элиа Кантаторе Италия · 6. Роберто Товальяро Италия               |
| 3     | 18-19 июня     | Открытый чемпионат Германии                      | 3-move | 1. Игорь Мартынов Германия · 2. Инго Цахос Германия · 3. Ян Жолтовски Германия · 4. Томас Юргенс Германия · 5. Ник Шмидт Германия · 6. Хайко Хенкель Германия                      |
| 4     | 16 июля        | Открытый чемпионат Израиля                       | 3-move | 1. Михаил Шабшай Израиль · 2. Роман Колесников Израиль · 3. Йосиф Модзгвришвили Израиль · 4. Виталий Шафир Израиль · 5. Юрий Кириллов Израиль · 6. Владимир Гончаров               |
| 5     | 1-3 сентября   | Открытый чемпионат Северной Ирландии             | 3-move | 1. Шэйн Маккоскер Северная Ирландия · 2. Майлс Хэннигэн Северная Ирландия · 3. Билл Доббинс Ирландия · 4. Дональд Олифант Шотландия · 5. Фрэнк Моран Ирландия · 6. Том Ки Ирландия |
| 6     | 17-18 сентября | Открытый чемпионат Уэльса                        | GAYP   | 1. Дональд Олифант Шотландия · 2. Линдус Эдвардс Уэльс · 3. Брайан Лукас Англия · 4. Фрэнк Моран Ирландия · 5. Фрэнсис Макнелли Ирландия · 6. Шин Макэлкенни Северная Ирландия     |
| 7     | 22-23 октября  | Old England Club Open (Открытый чемпионат Чехии) | 3-move | 1. Надежда Чижевская Украина · 2. Дэвид Котин США · 3. Алёна Максимова Украина · 4. Филип Карета Чехия · 5. Мартин Вондра Чехия · 6. Люмир Гатнар Чехия                            |
| 8     | 29-31 октября  | Открытый чемпионат Ирландии                      | 3-move | 1. Шэйн Маккоскер Северная Ирландия · 2. Майлс Хэннигэн Северная Ирландия · 3. Игорь Мартынов Германия · 4. Пэдди Дойл · 5. Шин О'Дрисколл Ирландия · 6. Дональд Олифант Шотландия |